# Dimitrios Pavlidis
Dimitrios Pavlidis (griechisch Δημήτριος Παυλίδης; * 21. September 2003) ist ein griechischer Leichtathlet, der sich auf den Diskuswurf spezialisiert hat und aktuell Inhaber des Landesrekordes ist.

## Sportliche Laufbahn
Erste internationale Erfahrungen sammelte Dimitrios Pavlidis im Jahr 2019, als er bei den U18-Balkan-Meisterschaften in Istanbul mit einer Weite von 53,23 m die Bronzemedaille mit dem 1,5-kg-Diskus gewann. 2021 schied er bei den U20-Europameisterschaften in Tallinn mit 50,14 m in der Qualifikationsrunde aus und belegte anschließend bei den U20-Weltmeisterschaften in Nairobi mit 52,83 m den zehnten Platz mit dem 1,75-kg-Diskus. Zudem begann er ein Studium an der University of Kansas in den Vereinigten Staaten. Im Jahr darauf belegte er bei den U20-Weltmeisterschaften in Cali mit 61,77 m den vierten Platz und 2023 wurde er bei der 1. Liga der Team-Europameisterschaft im Rahmen der Europaspiele in Chorzów mit 45,79 m 16. Anschließend verpasste er bei den U23-Europameisterschaften in Espoo mit 53,05 m den Finaleinzug. 2025 wurde er bei der 1. Liga der Team-Europameisterschaft in Madrid mit 59,78 m Neunter und bereits im April verbesserte er den griechischen Landesrekord in Ramona auf 65,11 m. Im Juli belegte er bei den U23-Europameisterschaften in Bergen mit 58,99 m den fünften Platz, ehe er bei den Balkan-Meisterschaften in Volos mit 60,82 m die Silbermedaille hinter dem Rumänen Alin Firfirică gewann.
In den Jahren 2024 und 2025 wurde Pavlidis griechischer Meister im Diskuswurf.